# 十三星肥腳金花蟲
十三星肥腳金花蟲（学名：Gonioctena (Asiphytodecta）为金花蟲科肥腳金花蟲屬下的一个种。